# 오쓰카 히사오
오쓰카 히사오(大塚久雄, 1907년 ∼ 1996년)는 교토시에서 태어난 일본의 경제학자로서 1930년 동경 제국 대학 경제학부를 졸업하였다. 근대 유럽 경제사의 대가로, 막스 베버와 마르크스에 바탕을 둔 그의 독특한 학풍은 ‘오쓰카 사학’이라고 불린다. 1933년부터 호세이 대학의 교수로 재직하였다. 무교회주의 기독교 신앙으로 유명한 우치무라 간조의 제자이기도 하다.